# Resolutie 369 Veiligheidsraad Verenigde Naties
Resolutie 369 van de Veiligheidsraad van de Verenigde Naties werd op 28 mei 1975 aangenomen met dertien stemmen voor. China en Irak namen niet deel aan de stemming. De resolutie verlengde de UNDOF-waarnemingsmacht in de Golanhoogten met een half jaar.

## Achtergrond
Tijdens de Zesdaagse Oorlog van 1967 bezette Israël de Golanhoogten, die het in 1981 annexeerde. Resolutie 338 van de VN-Veiligheidsraad was een oproep tot staakt-het-vuren en onderhandelingen tijdens die oorlog. Israël en Syrië kwamen overeen om de wapens neer te leggen. De VN stuurden een waarnemingsmacht ter plaatse om op de naleving hiervan toe te zien.

## Inhoud
De Veiligheidsraad:
- Heeft het rapport van secretaris-generaal Kurt Waldheim over de VN-Waarnemersmacht overwogen.
- Merkt de inspanningen om tot een duurzame vrede in het Midden-Oosten te komen en de ontwikkelingen in de regio op.
- Is bezorgd om de opkomende spanningen in de regio.
- Herbevestigt dat de twee akkoorden over het neerleggen van de wapens slechts een stap zijn in de uitvoering van resolutie 338.
- Beslist:
a. De partijen op te roepen om onmiddellijk resolutie 338 uit te voeren.
b. Het mandaat van de Waarnemingsmacht nogmaals met zes maanden te verlengen.
c. De secretaris-generaal te vragen tegen dan een rapport in te dienen over de ontwikkelingen en de uitvoering van resolutie 338.

## Verwante resoluties
- Resolutie 362 Veiligheidsraad Verenigde Naties
- Resolutie 368 Veiligheidsraad Verenigde Naties
- Resolutie 371 Veiligheidsraad Verenigde Naties
- Resolutie 378 Veiligheidsraad Verenigde Naties

Lijst ·  367 ·  368 ·  369 ·  370 ·  371 ·  372 ·  373 ·  374 ·  375 ·  376 ·  377 ·  378 ·  379 ·  380 ·  381 ·  382 ·  383 ·  384